# ASRock
ASRock Inc. (kinesisk: 華擎科技股份有限公司; pinyin: Huáqíng Kējì Gǔfèn Yǒuxiàn Gōngsī) er en taiwansk producent af computerhardware som motherboards, industri-PC'er og home theater PCs (HTPC). Den blev etableret i 2002, som et spin-off fra ASUS. I dag ejes selskabet af Pegatron.